# Haapamäki ånglokomotivpark
Haapamäki ånglokomotivpark var ett museum i Haapamäki i Finland, som hade finländska ånglokomotiv på utställning. Museet öppnades år 1988 och var öppet för allmänheten på sommaren. En stor del av lokomotiven på området var donerade av VR. Det stängdes permanent 2025.
Parken samarbetade med, men var självständig från, Haapamäen museoveturiyhdistys ry (Haapamäkis museiloksförening).

## Galleri

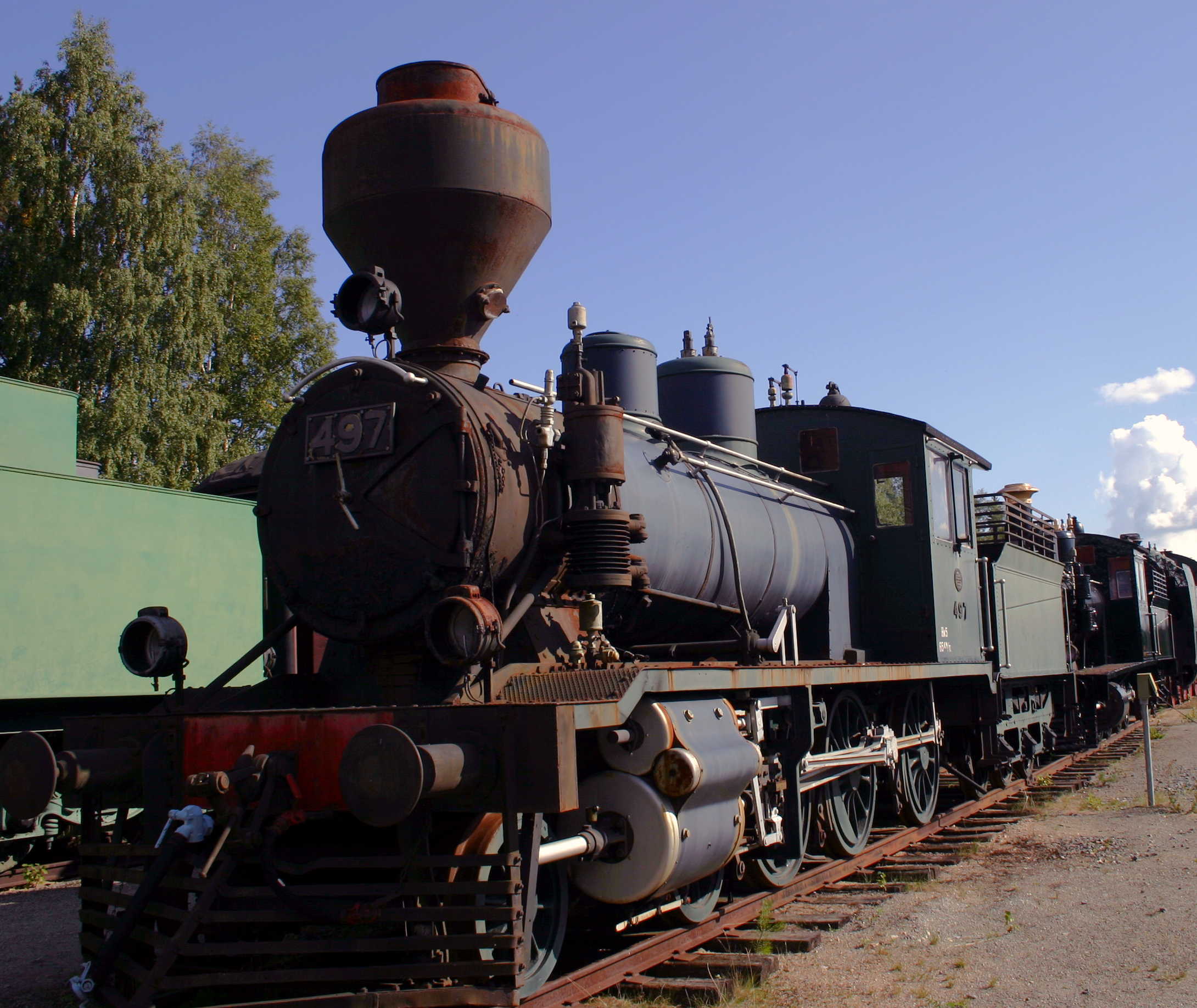
Hk5 497
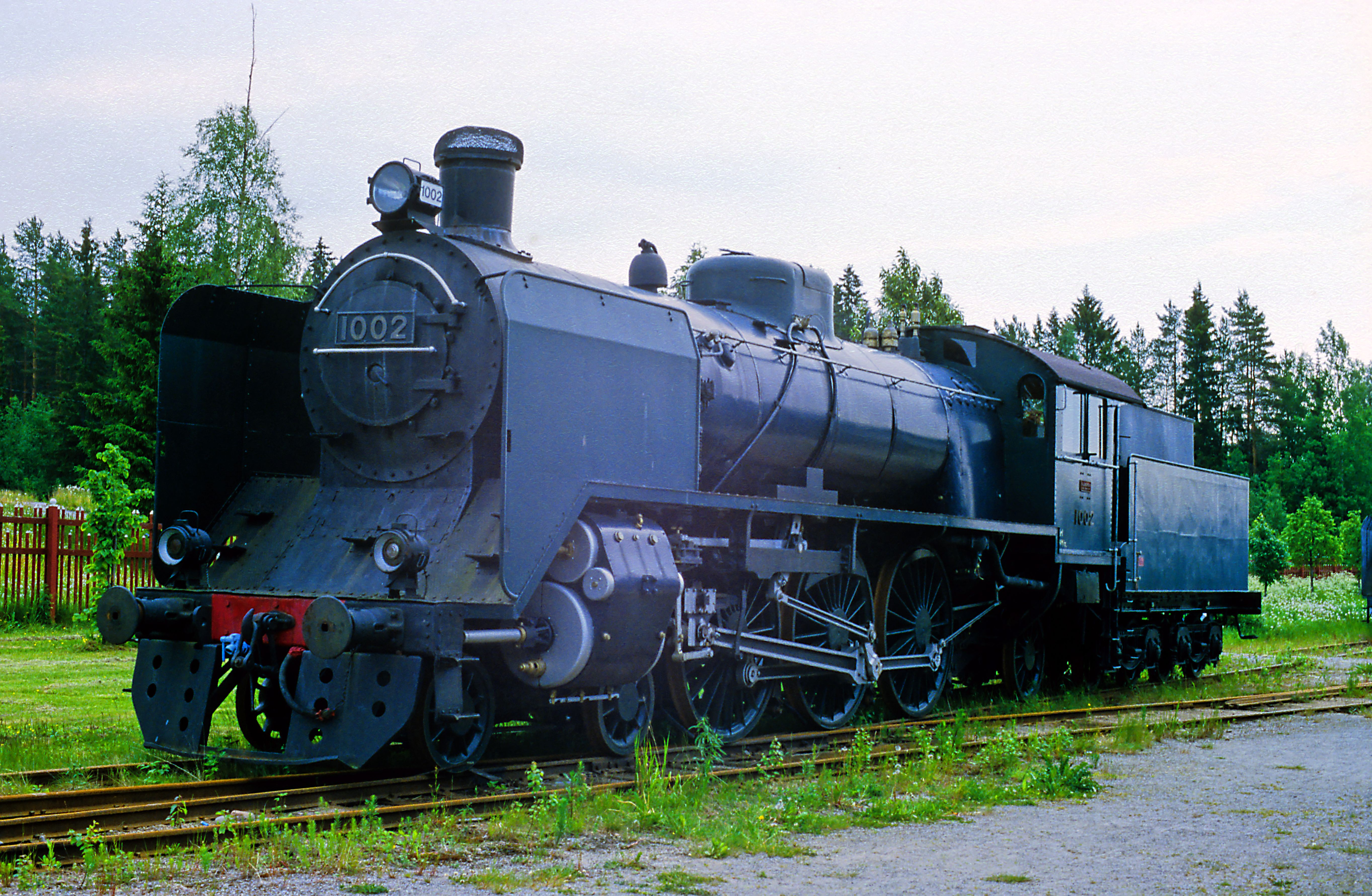
Hr1 1002
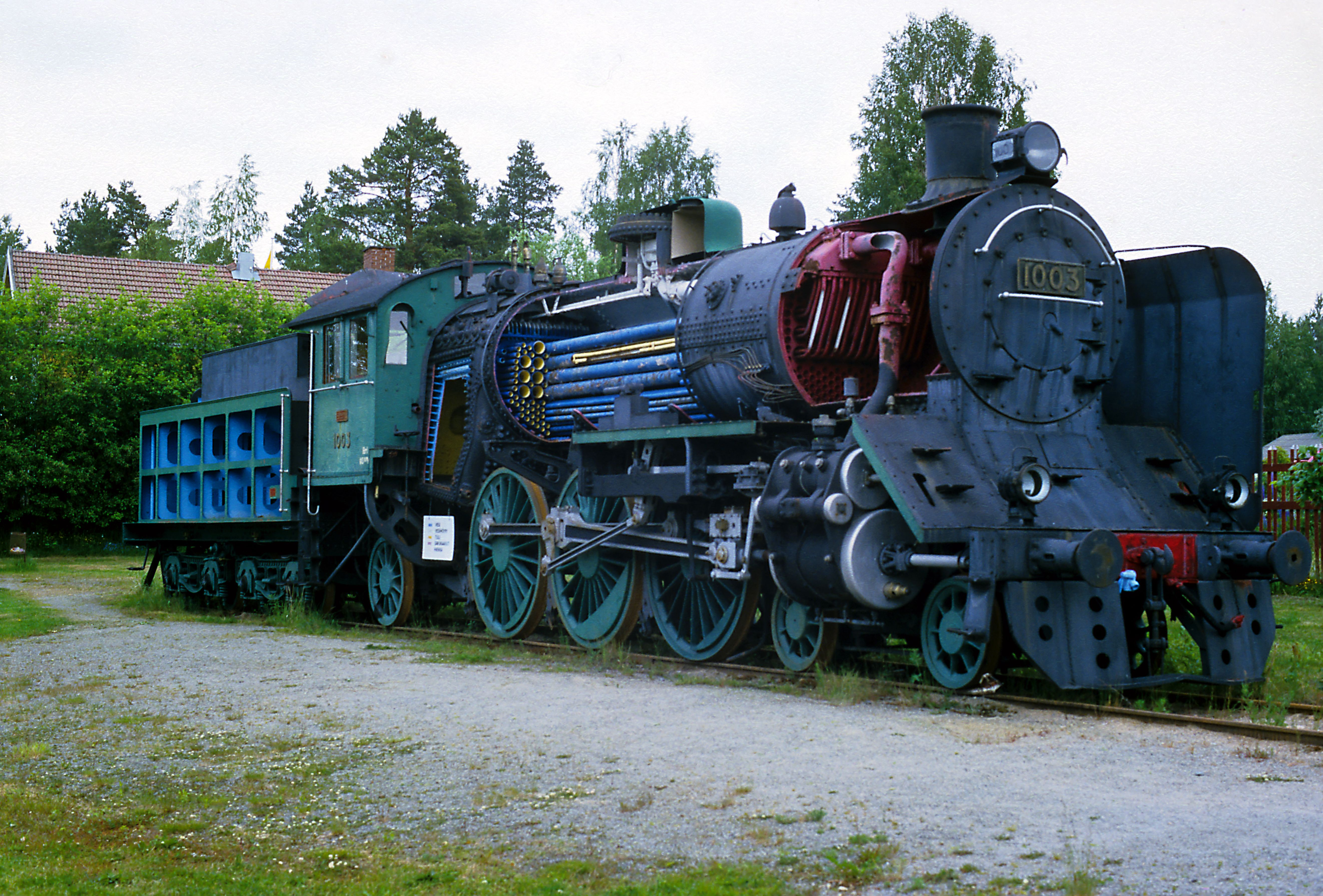
Hr1 1003
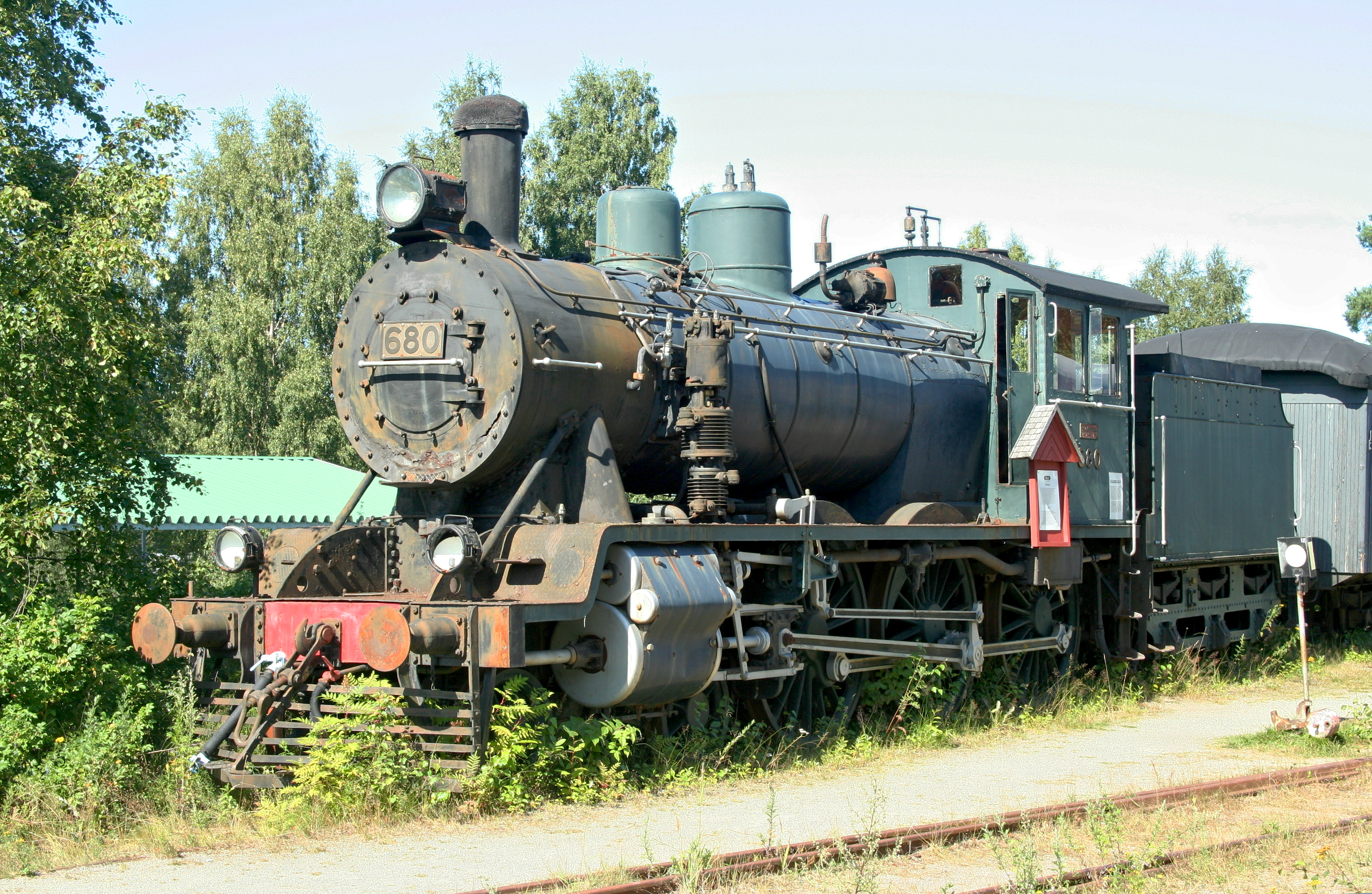
Hv2 680
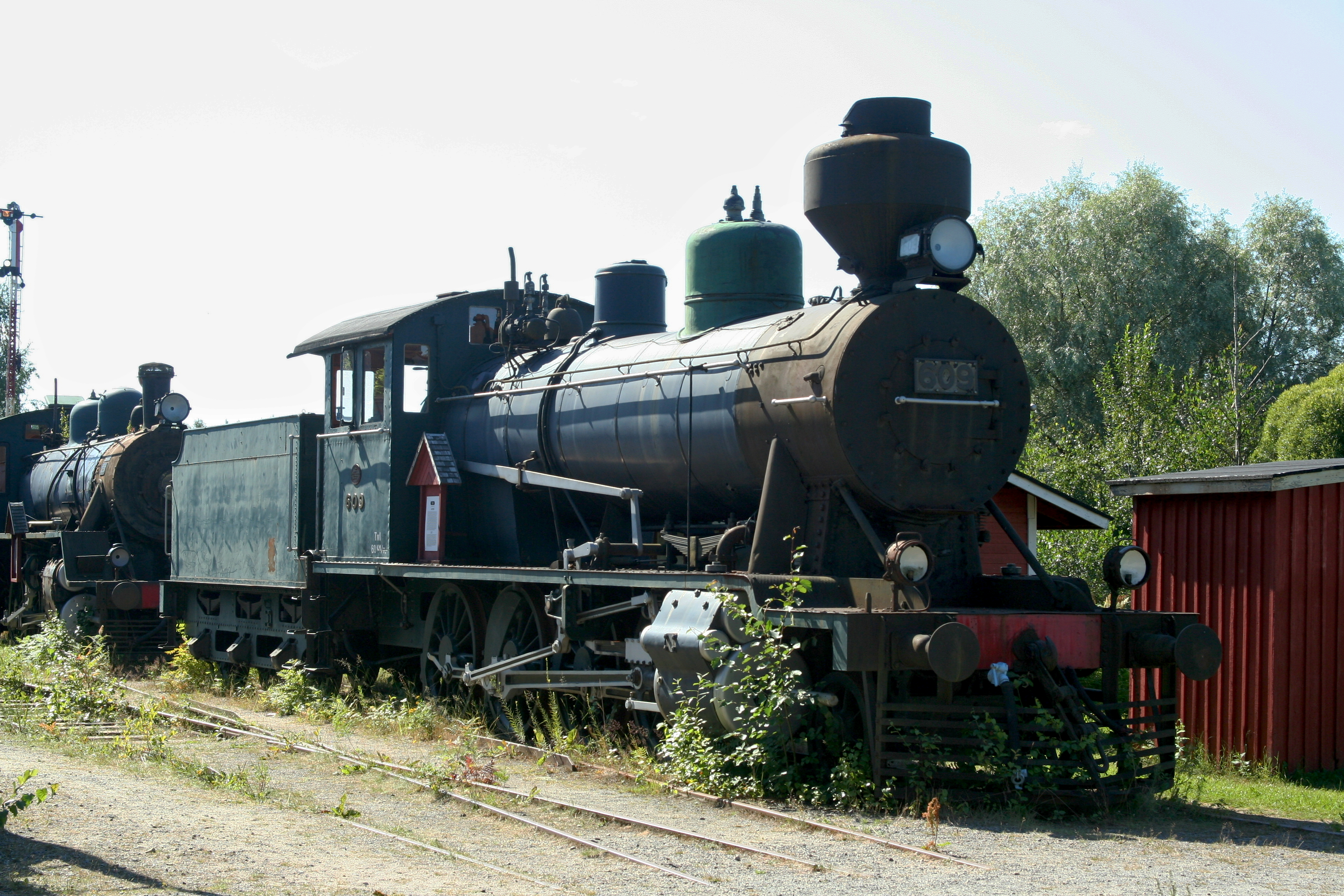
Tv1 609